# Мишкин, Герман
Герман Мишкин (англ. Herman Mishkin, 1871, Минск — 1948) — американский фотограф.

## Биография
В 1885 приехал в США. Служил в магазине, занялся фотографией. Открыл собственную студию в Нью-Йорке. С 1910 по 1932 — официальный фотограф Метрополитэн-опера, сменивший на этом посту Эме Дюпона. Среди моделей Мишкина были звёзды театра и кино, оперы и балета Анна Павлова, Энрико Карузо, Беньямино Джильи, Вацлав Нижинский, Михаил Фокин, Фрэнсис Альда, Грейс Мур, Максим Горький, Томас Чалмерс, Габриэла Бесандзони, Аннетт Келлерман, Уилл Роджерс, Мейбл Норманд, Михаил Мордкин, Юлия Седова, Луиза Хомер, Элизабет Ретберг, Оттокар Бартик, Аделин Жене, Серж Украинский, Франсин Ларримор, Фаня Маринофф и др.

## Наследие
Многочисленные фотографии Мишкина, многие из которых расходились на почтовых открытках, представлены в монографии Роберта Таггла «Золотой век оперы» (1983).

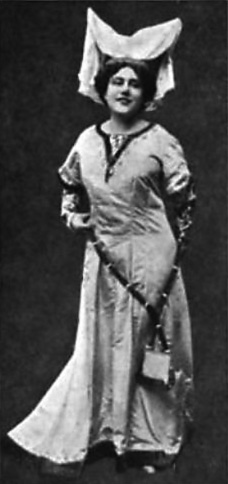
Эмми Дистинн
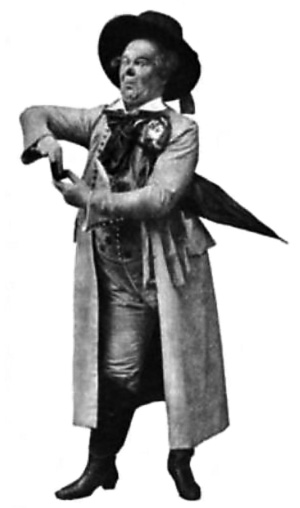
Отто Гориц
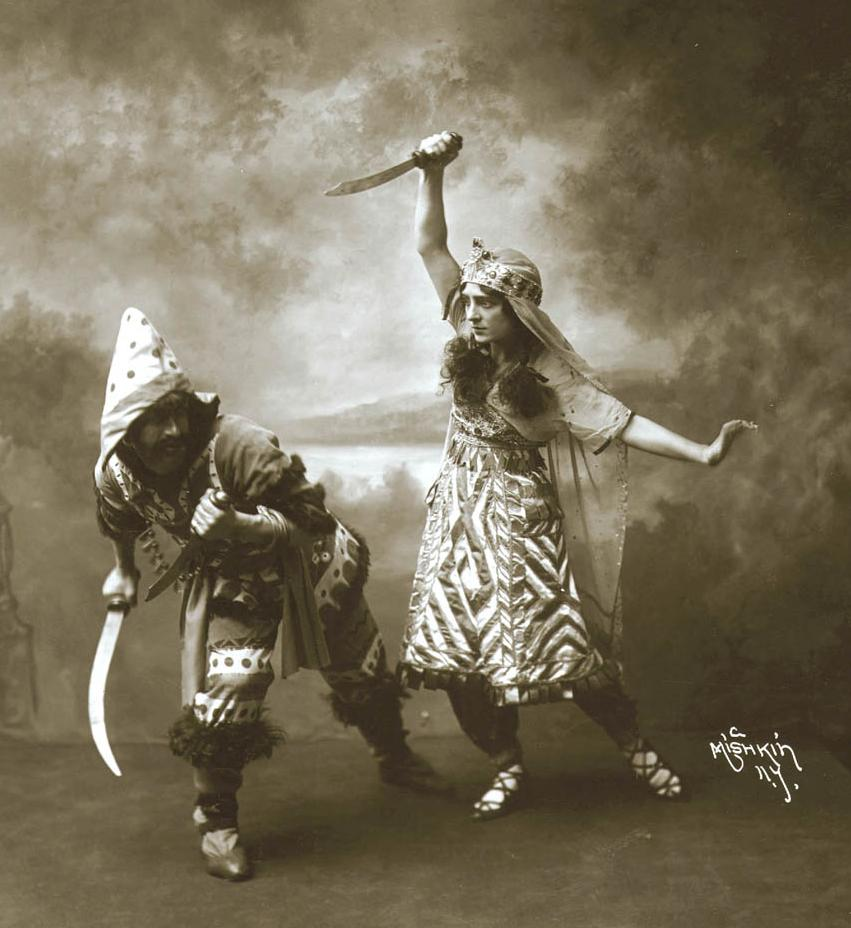
Розина Галли и Джузеппе Бонфильо  в опере «Князь Игорь»
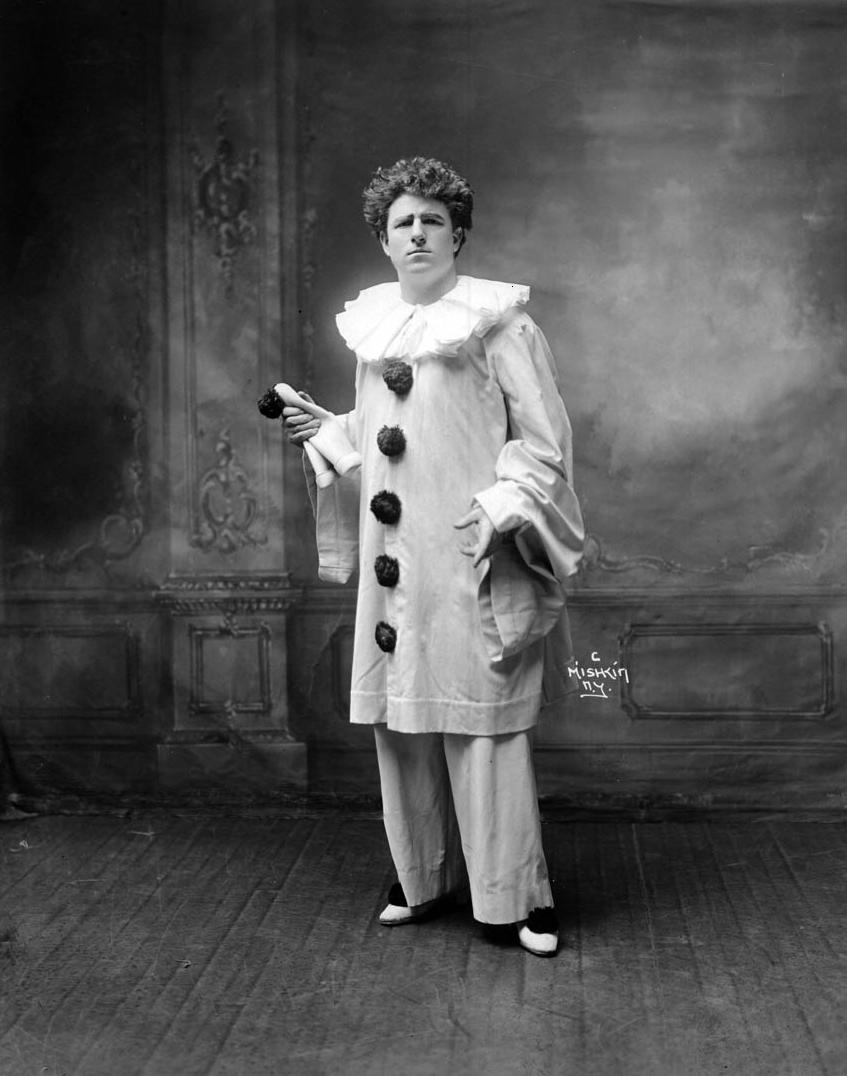
Джованни Мартинелли